# (14789) ГАИШ
(14789) ГАИШ (лат. GAISh) — типичный астероид главного пояса, открыт 8 октября 1969 года советским астрономом Людмилой Черных в Крымской астрофизической обсерватории и 6 января 2007 года назван в честь Государственного астрономического института имени П. К. Штернберга.

## Обнаружение и именование
(14789) ГАИШ
Открыт 8 октября 1969 года в Крымской астрофизической обсерватории Л. И. Черных.
Астрономический институт имени Штернберга при Московском университете (ГАИШ) является ведущим астрономическим институтом в России и одним из основных учебных заведений для подготовки профессиональных астрономов. Институт был образован в 1931 году на месте обсерватории, основанной университетом в 1831 году.
Оригинальный текст (англ.)14789 GAISH
Discovered 1969 Oct. 8 by L. I. Chernykh at the Crimean Astrophysical Observatory.
Moscow University’s Sternberg Astronomical Institute (GAISh) is a leading astronomical institute in Russia and one of the principal educational facilities for teaching professional astronomers. The institute was founded in 1931 on the site of the observatory established by the university in 1831.
Источники: 20070106/MPCPages.arc; M.P.C. 58595.

## Орбита

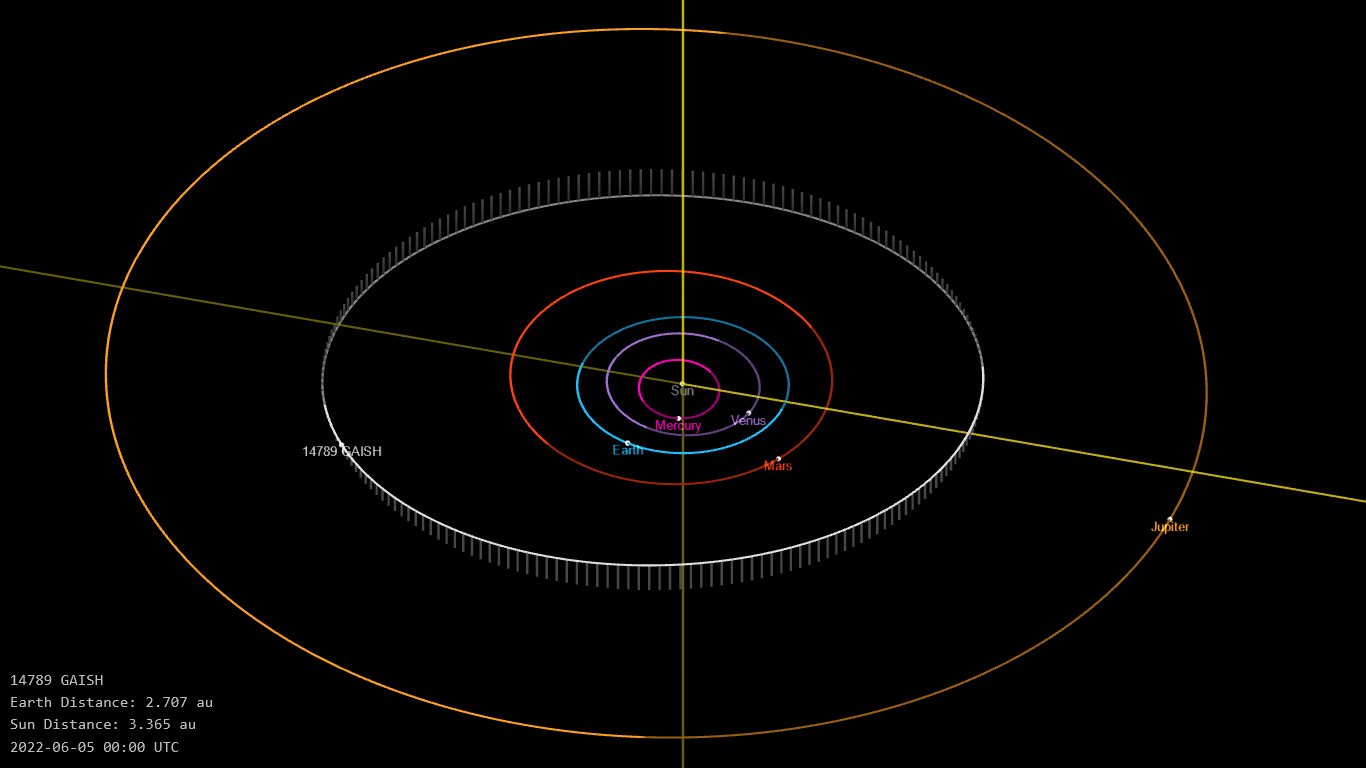
Орбита астероида ГАИШ и его положение в Солнечной системе

## Физические характеристики
Астероид относится к таксономическому классу C.
По результатам наблюдений в видимом и ближнем инфракрасном диапазоне космического телескопа NEOWISE диаметр астероида оценивался равным 15,256±0,211 км. Согласно тем же источникам альбедо оценивается как 0,0759±0,0169 и 0,076±0,017.